# Droit des courtiers-jaugeurs
En France, sous l'Ancien Régime, les droits de courtiers-jaugeurs sont des rétributions versées aux officiers courtiers et jaugeurs de boissons créés en 1691 et 1696.
Pour les jaugeurs ils sont payables à l'enlèvement des pièces à raison de 4 sols le muid (environ 268 litres) pour le vin et du double pour les autres boissons alcoolisées.
Pour les courtiers, ils sont payables à chaque vente et sont le double de ceux du courtage.
Ces droits sont parmi les plus productifs de la Ferme des Aides qui les perçoit dans la France entière. Sous le nom de droits réunis ils sont couplés avec ceux des inspecteurs aux boucheries (créés en 1704) et des inspecteurs des boissons (créés en 1705).